# Козловский, Пётр Андреевич
Князь Пётр Андреевич Козловский — воевода Смутного времени и во времена правления Михаила Фёдоровича.
Из княжеского рода Козловские. Младший сын князя Андрея Григорьевича Козловского. Имел братьев князей: Фёдора, Ивана, Василия Андреевичей, деятелей Смутного времени.

## Биография
В 1611 году собрал в Романове общее с братьями войско против поляков и примкнувших к ним изменников, пришёл к Москве. В 1611—1612 году, совместно с войском второго народного ополчения Дмитрия Михайловича Пожарского участвовал в освобождении Москвы от польских интервентов
В 1622 году воевода в Белоозёрске. В 1627—1640 годах упоминается в боярских книгах московским дворянином. В 1627—1629 годах первый воевода в Томске. В 1633 году первый воевода в Москве по острогу Калужских ворот для охранения от прихода крымцев, и в то же время велено ему быть при окольничем князе Волконском, для строительства острога и копания рва за Москвою-рекою. В 1639—1640 годах воевода в Можайске. В августе 1645 года встречал на меньшей встрече у лошади при отпуске датского королевича Вальдемара Кристиан, жениха старшей дочери царя Михаила Фёдоровича — царевны Ирины Михайловны.
Имел единственного сына князя стольника и посла Ивана Петровича Козловского.